# Meteoromyrtus wynaadensis
Meteoromyrtus wynaadensis är en myrtenväxtart som först beskrevs av Richard Henry Beddome, och fick sitt nu gällande namn av James Sykes Gamble. Meteoromyrtus wynaadensis ingår i släktet Meteoromyrtus och familjen myrtenväxter. Inga underarter finns listade i Catalogue of Life.

## Bildgalleri

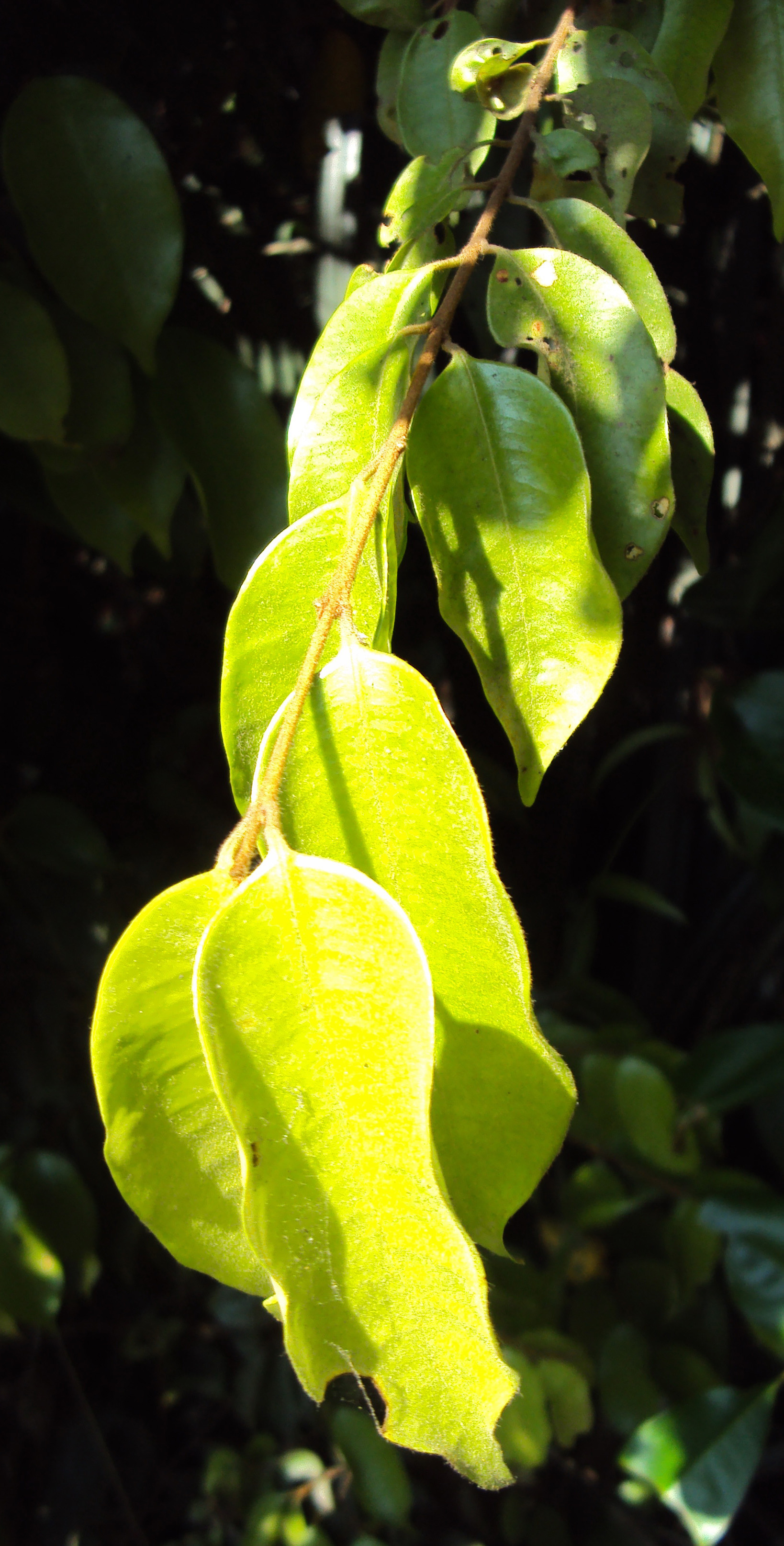
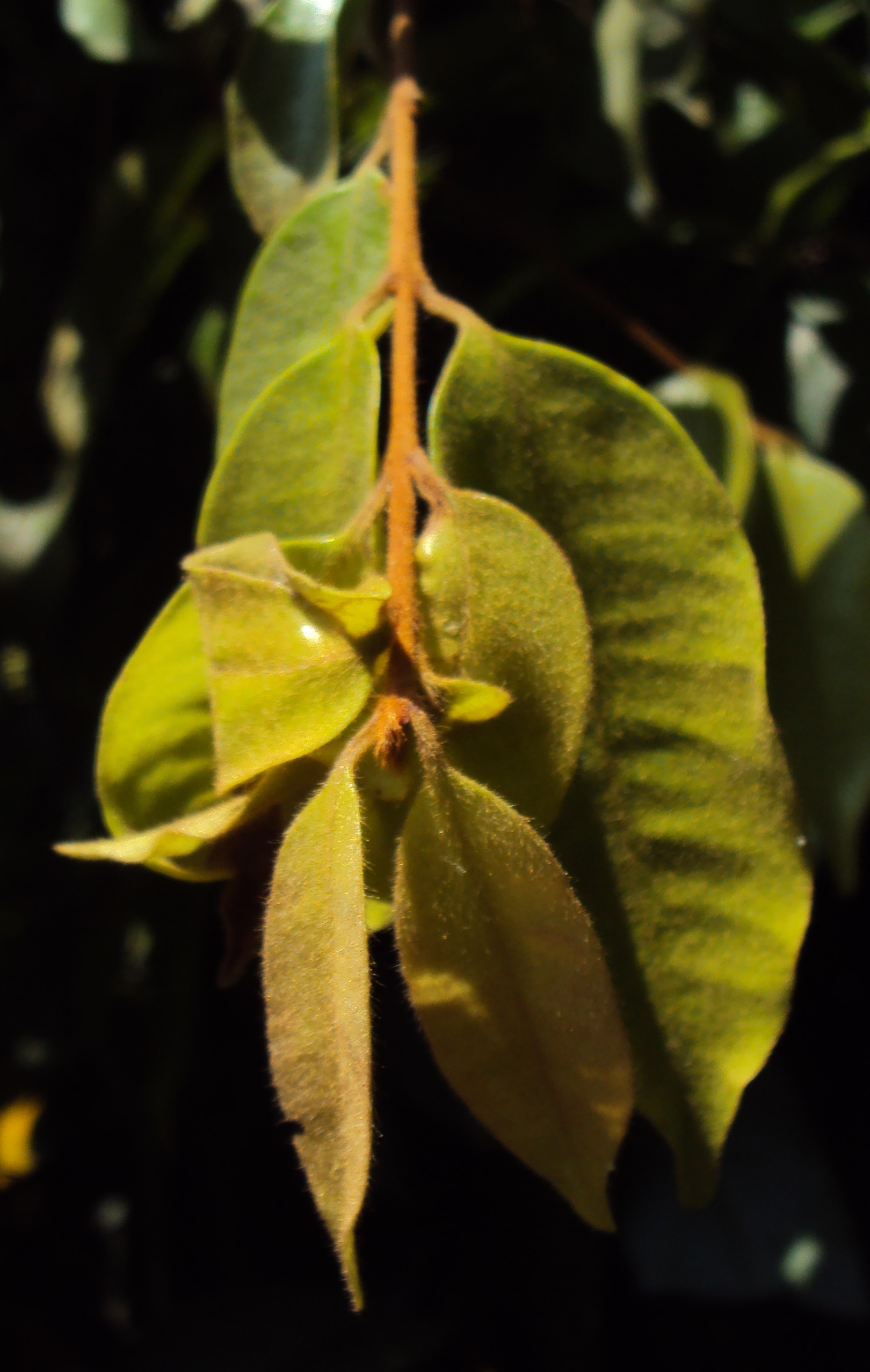
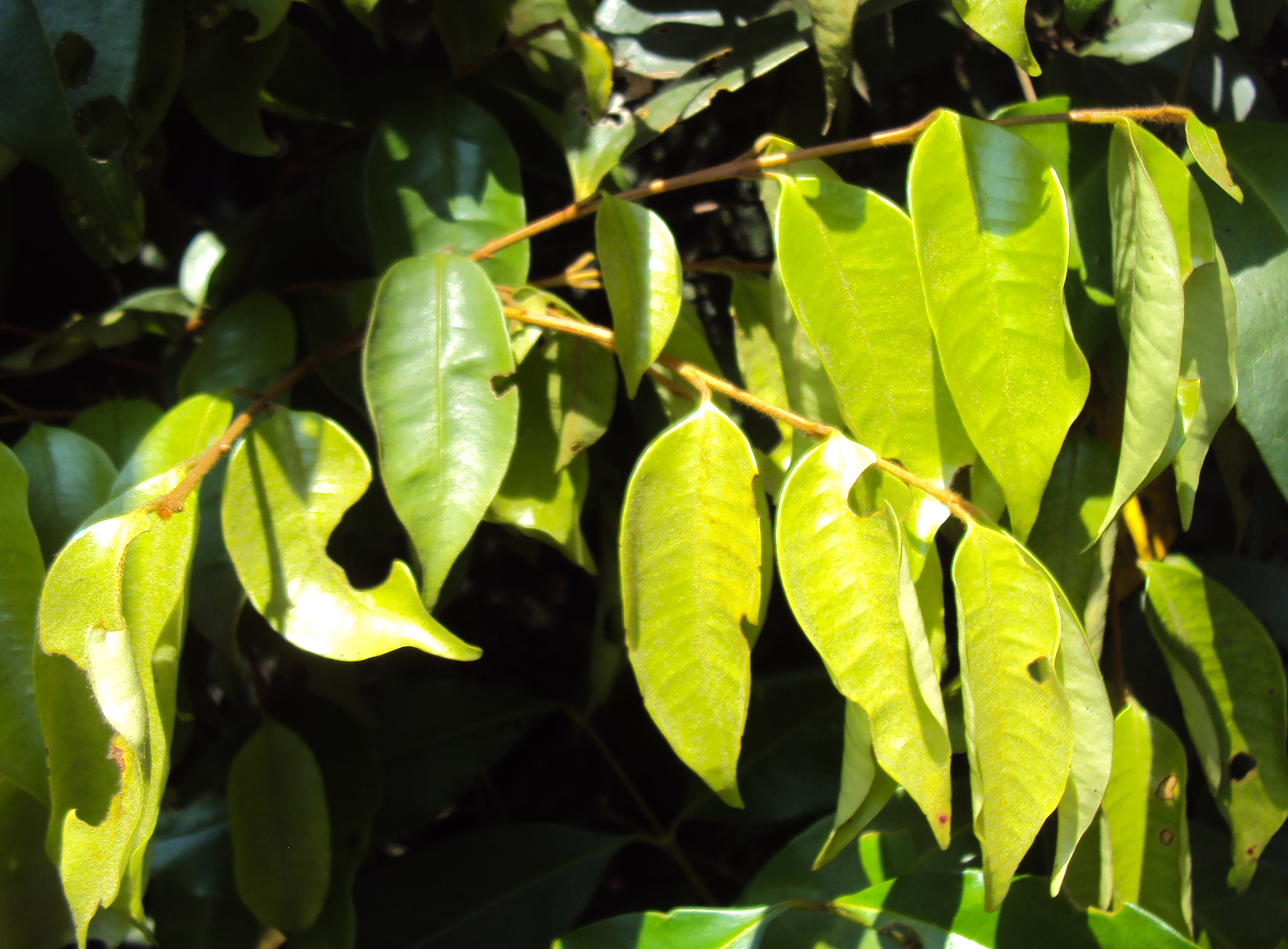
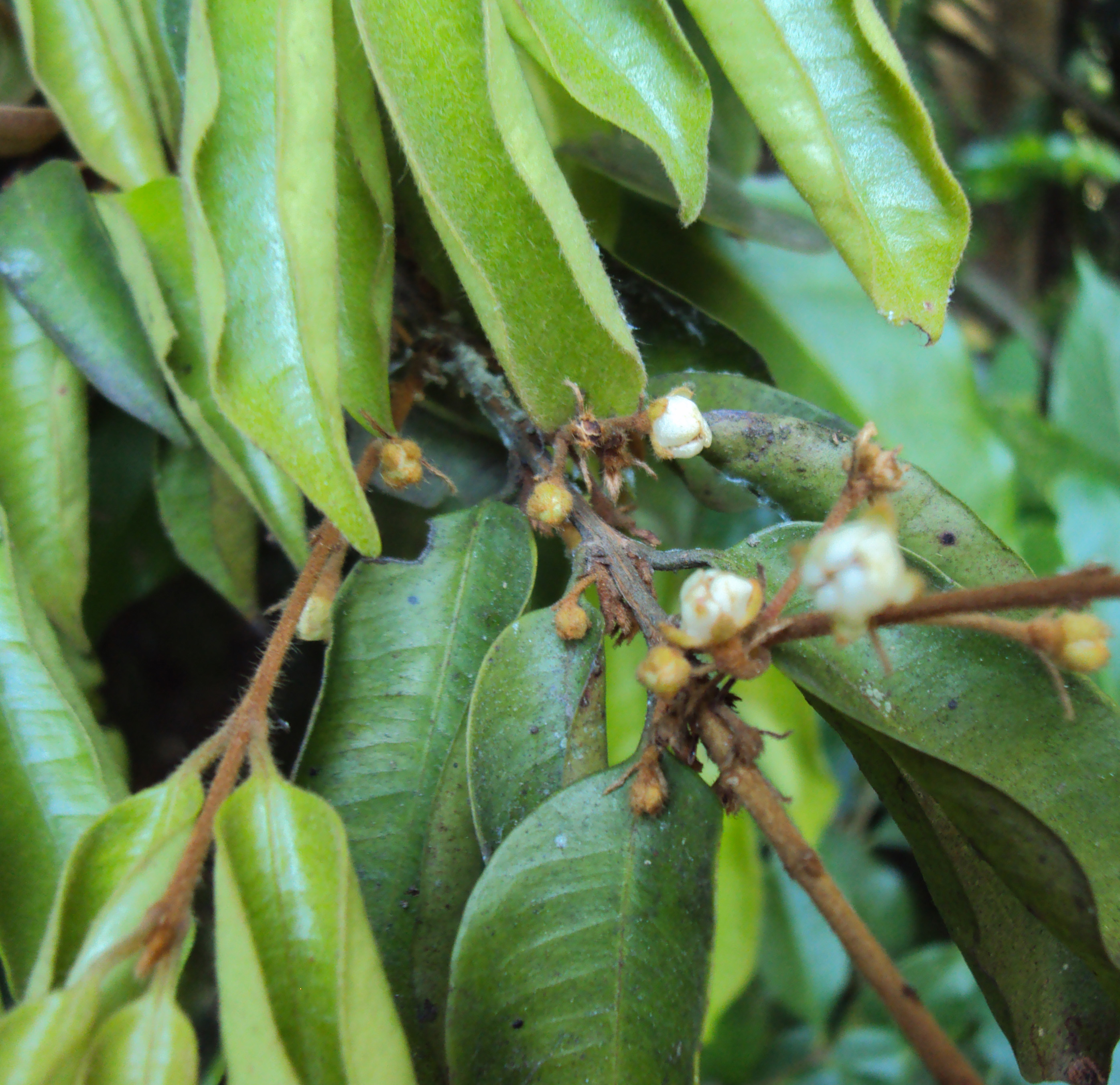